# Amino (phần mềm)
Amino là một ứng dụng truyền thông xã hội ban đầu được phát triển bởi Narvii, Inc. Nó ban đầu được tạo ra bởi Yin Wang và Ben Anderson vào năm 2014. Amino được MediaLab mua lại vào năm 2021 và những người sáng lập không còn phát triển ứng dụng này nữa.

## Lịch sử
Năm 2012, Wang và Anderson nảy ra ý tưởng về một cộng đồng giống như hội nghị khi tham gia một hội nghị anime ở Boston, Massachusetts. Cuối năm đó, họ phát hành hai ứng dụng xoay quanh K-pop và nhiếp ảnh cho phép người hâm mộ của những bộ môn đó trò chuyện thoải mái.
Năm 2014, Amino chính thức được phát hành, và các ứng dụng chụp ảnh và K-pop được phát hành trước đó đã trở thành cộng đồng Amino đầu tiên. Vào tháng 7 năm 2014, Anderson và Wang đã thành lập công ty mẹ của Amino Apps, Narvii, và nhận được 1,7 triệu đô la tiền tài trợ hạt giống.
Năm 2021, Amino chính thức được MediaLab mua lại với số tiền không được tiết lộ. Những người sáng lập và nhóm ban đầu không tham gia vào thương vụ mua lại ngoại trừ một lượng nhỏ nhân viên hỗ trợ được giữ lại.

## Tăng trưởng
Ứng dụng Amino đã phát triển nhanh chóng, với 47 cộng đồng được ra mắt trong năm đầu tiên. Fandom đã chuyển từ các trang web như Facebook và Reddit sang Amino, một phần là do trải nghiệm gốc dành cho thiết bị di động của ứng dụng.
Trước năm 2016, khi người dùng muốn tham gia một Amino mới, họ phải tải xuống một ứng dụng khác cho Amino mà họ muốn tham gia. Vào năm 2016, Amino Apps đã ra mắt một cổng thông tin tập trung lưu trữ mọi cộng đồng Amino trong một ứng dụng, có nghĩa là người dùng không còn phải tải xuống nhiều ứng dụng.
Cùng năm đó, ACM, một ứng dụng cho phép người dùng tạo cộng đồng của riêng họ, đã được tung ra. Điều này dẫn đến số lượng cộng đồng trên Amino tăng vọt lên hơn 2,5 triệu.

## Tính năng
Tính năng chính của Amino là các cộng đồng dành riêng cho một chủ đề nhất định mà người dùng có thể tham gia. Người dùng cũng có thể trò chuyện với các thành viên khác của cộng đồng theo ba cách, văn bản, giọng nói hoặc cuộc gọi, cho phép người dùng xem video cùng nhau trong khi trò chuyện thoại. Các tính năng khác bao gồm thăm dò ý kiến, bài đăng trên blog, bài đăng hình ảnh, mục wiki, câu chuyện và câu đố. Trong một số trường hợp, các bài đăng được tạo rất tốt và được ban quản trị cộng đồng chú ý sẽ nhận được một tính năng, làm cho nó xuất hiện trên trang nhất cùng với các nội dung nổi bật khác.
Vào năm 2018, một tùy chọn thành viên cao cấp có tên Amino+ đã được thêm vào. Amino+ đi kèm với các tính năng bổ sung như nhãn dán độc quyền, khả năng tạo nhãn dán, bong bóng trò chuyện tùy chỉnh, hình ảnh độ phân giải cao và các đặc quyền khác. Tư cách thành viên có thể được mua bằng tiền hoặc tiền Amino. Bạn có thể mua hoặc kiếm tiền amino thông qua việc bật quảng cáo, xem video quảng cáo, hoàn thành các hoạt động trên Bảng ưu đãi và chơi Rút thăm may mắn khi đăng ký. Thành viên có thể đưa và nhận tiền thông qua trò chơi.